# IC 1953
IC 1953 је спирална галаксија у сазвјежђу Еридан која се налази на листи објеката дубоког неба у Индекс каталогу. Ова галаксија се налази на 10' јужно од звезде 19 Eri.
Деклинација објекта је - 21° 28' 42" а ректасцензија 3h 33m 41,8s. Привидна величина (магнитуда) објекта IC 1953 износи 11,6 а фотографска магнитуда 12,3. Налази се на удаљености од 22,745 милиона парсека од Сунца. IC 1953 је још познат и под ознакама ESO 548-38, MCG -4-9-26, UGCA 78, IRAS 03314-2138, PGC 13184.